# Serie A (Ekvádor)
Serie A de Ecuador či jen Serie A, je 1. ekvádorská fotbalová liga. Momentálně je dle sponzora známá též jako LigaPro Banco Pichincha. 

## Historie
Roku 1951 vznikla regionální liga Campeonato Professional de Fútbol de Guayaquil, kterou hrály kluby z města Guayaquil. Roku 1954 vznikla regionální liga Campeonato Professional Interandino, kterou hrály kluby z měst Quito a Ambato.
Roku 1957 se hrálo o titul mistra Ekvádoru v turnaji, kterého se účastnily první 2 týmy z obou regionálních lig. V letech 1958 a 1959 se o titul mistra Ekvádoru nehrálo. V letech 1960 až 1966 se hrálo opět jako v roce 1957, tentokrát už ale s celkovými 8 týmy. Od roku 1967 už se hraje celostátní liga.
Pouze roku 2005 se udělily 2 tituly mistra (Apertura a Clausura), jinak se vždy uděloval 1 titul v kalendářním roce.

## Mistři
| Klub                    | Mistr | Mistrovské roky                                                                                |
| ----------------------- | ----- | ---------------------------------------------------------------------------------------------- |
| Barcelona               | 16    | 1960, 1963, 1966, 1970, 1971, 1980, 1981, 1985, 1987, 1989, 1991, 1995, 1997, 2012, 2016, 2020 |
| Emelec                  | 14    | 1957, 1961, 1965, 1972, 1979, 1988, 1993, 1994, 2001, 2002, 2013, 2014, 2015, 2017             |
| El Nacional             | 13    | 1967, 1973, 1976, 1977, 1978, 1982, 1983, 1984, 1986, 1992, 1996, 2005 Clausura, 2006          |
| LDU Quito               | 13    | 1969, 1974, 1975, 1990, 1998, 1999, 2003, 2005 Apertura, 2007, 2010, 2018, 2023, 2024          |
| Deportivo Quito         | 5     | 1964, 1968, 2008, 2009, 2011                                                                   |
| SD Aucas                | 1     | 2022                                                                                           |
| Independiente del Valle | 1     | 2021                                                                                           |
| Everest                 | 1     | 1962                                                                                           |
| Olmedo                  | 1     | 2000                                                                                           |
| Deportivo Cuenca        | 1     | 2004                                                                                           |
| Delfín SC               | 1     | 2019                                                                                           |